# فنول
فنول یکی از ترکیبات ساده آلی بوده که از اتصال یک گروه هیدروکسیل و یک حلقه بنزنی تشکیل می‌شود. فنول با فرمول(C۶H۵OH) با نام‌های هیدروکسی بنزن (hydroxyl benzene) و کربولیک اسید (carbolic acid) نیز شناخته می‌شود. فنول خالص جامدی سفید رنگ با دمای ذوب ‎۴۲°C یا ‎۱۰۸°F است. فنول به‌طور معمول قابل انحلال در آب می‌باشد و خاصیت اسیدی ضعیفی دارد (pKa=۹٫۹). فنول به عنوان یک گند زدا استفاده می‌شود. فنول با غلظت بالا می‌تواند باعث سوختگی پوست شود. ترکیباتی که در آن بیش از یک گروه هیدروکسیل متصل به حلقه بنزن باشد را ترکیبات پلی هیدریک فنول(poly hydric phenols)می‌نامند. فنول یکی از ترکیبات مهم آلی مورد استفاده در صنعت است. فنول در بسیاری از صنایع به عنوان ماده اولیه کاربرد دارد.

## خواص فیزیکی
فنول‌ها مایع یا جامدهایی با دمای ذوب پایین هستند. دمای جوش آن‌ها به علت پیوند هیدروژنی، کاملاً بالاست. خود فنول(C۶H۵OH)احتمالاً به علت تشکیل پیوند هیدروژنی با آب، کمی در آن انحلال پذیر است (۹ گرم در ۱۰۰ گرم آب). بیشتر فنول‌های دیگر اساساً در آب انحلال ناپذیرند. فنول‌ها بی‌رنگ هستند مگر آنکه گروهی مولد رنگ وجود داشته باشد.

## کاربرد ها
فنول کاربرد های زیادی در صنعت دارد ، از جمله کاربرد در فیبر های فنولی مدار چاپی ( PCB )
همچنین فنول یکی از ترکیبات مهم آلی مورد استفاده در صنعت است. فنول در بسیاری از صنایع به عنوان ماده اولیه کاربرد دارد. برخی از موادی که از این ماده تولید می‌شوند عبارتند از: نایلون، شوینده‌ها، افزودنی‌های بنزین، آسپرین، پلی اورتان، رنگها، علف کشها، نرم‌کننده‌ها، ضد اکسنده‌ها، روغن‌های روان‌کننده، قارچ کش‌ها.[۱]

## اثرات فنول بر بدن انسان
در صورت تنفس یا خورده شدن این ماده توسط انسان این ماده وارد گردش خون خواهد شد و در صورت تماس با پوست کمتر وارد خون خواهد شد. قرار گرفتن در معرض فنول در کوتاه مدت می‌تواند باعث سوزش چشم‌ها و سر درد شود. افرادی که تماس پوستی با مقدار زیادی از فنول دارند، سوزش پوست، ضایعات کبدی، ادرار تیره و ضربان نامنظم قلب در آن‌ها مشاهده می‌شود. بلعیدن مقدار زیادی از فنول می‌تواند باعث سوختگی‌های داخلی و مرگ شود.
اما فنول می‌تواند در علم پزشکی به عنوان یک ماده بی هوش‌کننده و همچنین یک ماده ضدعفونی‌کننده مورد استفاده قرار گیرد.